# Červeňany
Červeňany és un poble i municipi d'Eslovàquia. Es troba a la regió de Banská Bystrica.

## Història
La primera menció escrita de la vila es remunta al 1345.

## Demografia
| Godina             | 1994 | 2004    | 2014 | 2024   |
| ------------------ | ---- | ------- | ---- | ------ |
| Nombre de persones | 28   | 40      | 44   | 41     |
| Diferència         |      | +42,85% | +10% | −6,81% |

| Godina             | 2023 | 2024    |
| ------------------ | ---- | ------- |
| Nombre de persones | 36   | 41      |
| Diferència         |      | +13,88% |